# Alpina magna
Alpina magna là một loài bướm đêm trong họ Geometridae.